# Torenia subconnivens
Torenia subconnivens är en tvåhjärtbladig växtart som först beskrevs av Philcox, och fick sitt nu gällande namn av Fischer, Schäferhoff och Müller. Torenia subconnivens ingår i släktet Torenia och familjen Linderniaceae. Inga underarter finns listade i Catalogue of Life.